# Liste des cathédrales de l'État de Rio de Janeiro
Cet article recense les cathédrales de l'État de Rio de Janeiro au Brésil.

## Généralités
Du point de vue de l'Église catholique, l'État de Rio de Janeiro est administré par deux archidiocèses, huit diocèses et une administration apostolique. Au total, l'État compte onze cathédrales et une cocathédrale catholiques. Par ailleurs, une nouvelle cathédrale est en construction à Niterói.

## Liste

### Église catholique

#### Cathédrales
| Édifice                                               | Ville                 | Juridiction                       | Notes | Coordonnées                        | Illus. |
| ----------------------------------------------------- | --------------------- | --------------------------------- | --- | ---------------------------------- | ------ |
| Sainte-Anne (pt)                                      | Barra do Piraí        | Barra do Piraí–Volta Redonda (pt) | | 22° 27′ 53″ sud, 43° 49′ 54″ ouest |        |
| Très-Saint-Sauveur (id)                               | Campos dos Goytacazes | Campos (pt)                       | Basilique mineure | 21° 45′ 23″ sud, 41° 19′ 25″ ouest |        |
| Cœur-Immaculé-de-Notre-Dame-du-Rosaire-de-Fátima (pt) | Campos dos Goytacazes | Saint-Jean-Marie-Vianney          | Siège d'une administration apostolique personnelle, à la suite de la réintégration dans l'Église de l'union Saint-Jean-Marie-Vianney en 2002 | 21° 45′ 02″ sud, 41° 20′ 53″ ouest |        |
| Saint-Antoine (id)                                    | Duque de Caxias       | Duque de Caxias (pt)              | | 22° 47′ 09″ sud, 43° 18′ 40″ ouest |        |
| Saint-François-Xavier (id)                            | Itaguaí               | Itaguaí (pt)                      | | 22° 52′ 09″ sud, 43° 46′ 43″ ouest |        |
| Saint-Jean-Baptiste (pt)                              | Niterói               | Niterói                           | | 22° 53′ 29″ sud, 43° 07′ 14″ ouest |        |
| Saint-Jean-Baptiste (id)                              | Nova Friburgo         | Nova Friburgo (pt)                | | 22° 16′ 54″ sud, 42° 31′ 52″ ouest |        |
| Saint-Antoine (id)                                    | Nova Iguaçu           | Nova Iguaçu (pt)                  | | 22° 45′ 33″ sud, 43° 27′ 10″ ouest |        |
| Saint-Pierre-d'Alcantara                              | Petrópolis            | Petrópolis (pt)                   | | 22° 30′ 20″ sud, 43° 10′ 45″ ouest |        |
| Saint-Sébastien                                       | Rio de Janeiro        | São Sebastião do Rio de Janeiro   | | 22° 54′ 39″ sud, 43° 10′ 51″ ouest |        |
| Notre-Dame-de-Gloire (pt)                             | Valença               | Valença (pt)                      | | 22° 14′ 46″ sud, 43° 42′ 04″ ouest |        |

#### Cocathédrale
| Édifice                                   | Ville         | Juridiction                       | Coordonnées                        | Illus. |
| ----------------------------------------- | ------------- | --------------------------------- | ---------------------------------- | ------ |
| Notre-Dame-de-l'Immaculée-Conception (id) | Volta Redonda | Barra do Piraí–Volta Redonda (pt) | 22° 31′ 22″ sud, 44° 07′ 11″ ouest |        |

#### Cathédrale en construction
| Édifice                  | Ville   | Juridiction | Notes                                              | Coordonnées                        | Illus. |
| ------------------------ | ------- | ----------- | -------------------------------------------------- | ---------------------------------- | ------ |
| Saint-Jean-Baptiste (pt) | Niterói | Niterói     | Destinée à remplacer à terme l'actuelle cathédrale | 22° 53′ 28″ sud, 43° 07′ 42″ ouest |        |

#### Ancienne cathédrale
| Édifice                   | Ville          | Notes                    | Coordonnées                        | Illus. |
| ------------------------- | -------------- | ------------------------ | ---------------------------------- | ------ |
| Notre-Dame-du-Mont-Carmel | Rio de Janeiro | Cathédrale jusqu'en 1976 | 22° 54′ 12″ sud, 43° 10′ 32″ ouest |        |

### Église méthodiste
| Édifice                              | Ville          | Coordonnées                        | Illus. |
| ------------------------------------ | -------------- | ---------------------------------- | ------ |
| Cathédrale méthodiste de Catete (pt) | Rio de Janeiro | 22° 55′ 59″ sud, 43° 10′ 41″ ouest |        |